# Энценрайт
Энценрайт (нем. Enzenreith) — коммуна (нем. Gemeinde) в Австрии, в федеральной земле Нижняя Австрия. 
Входит в состав округа Нойнкирхен.  Население составляет 2001 человек (на 31 декабря 2005 года). Занимает площадь 9,19 км². Официальный код  —  3 18 08.

## Политическая ситуация
Бургомистр коммуны — Франц Антони (СДПА) по результатам выборов 2005 года.
Совет представителей коммуны (нем. Gemeinderat) состоит из 19 мест.
- СДПА занимает 14 мест.
- АНП занимает 5 мест.